# Albert Ebossé Bodjongo
Albert Dominique Ebossé Bodjongo Dika (* 6. října 1989, Douala, Kamerun – 23. srpna 2014, Tizi Ouzou, Alžírsko) byl kamerunský fotbalový útočník, který naposledy hrál za alžírský klub JS Kabylie.
Zemřel ve věku 24 let následkem chuligánství v ochozech stadionu Stade du 1er Novembre 1954 po zásahu kamenem vhozeným z hlediště v průběhu zápasu alžírské ligy.

## Klubová kariéra
V Kamerunu hrál postupně za kluby Coton Sport FC de Garoua, Unisport FC de Bafang a Douala AC. V roce 2012 odešel do malajsijského Perak FA a v červenci 2013 do alžírského JS Kabylie.
V dresu Kabylie se stal nejlepším střelcem 1. alžírské ligy sezony 2013/14, nastřílel celkem 17 gólů.
23. srpna 2014 ve druhém kole sezony 2014/15 během utkání JS Kabylie proti USM Alger (porážka 1:2, Ebossé vstřelil jediný gól Kabylie) byl při odchodu ze hřiště trefen do hlavy kamenem vhozeným z hlediště. O několik hodin později v nemocnici zranění mozku podlehl (ve věku 24 let). Alžírská fotbalová federace po nešťastné události uzavřela stadion a vyplatila rodině zesnulého 100 000 dolarů.

## Reprezentační kariéra
Albert Ebossé Bodjongo reprezentoval v roce 2009 Kamerun v kategorii U20.

## Úspěchy

### Individuální
- 1× nejlepší střelec 1. alžírské fotbalové ligy: 2013/14 – 17 gólů (v dresu JS Kabylie)[3]